# ʿUmar ibn Schabba
ʿUmar ibn Schabba (arabisch عمر بن شبة, DMG ʿUmar b. Šabba; † um 877) ist der Verfasser einer Lokalgeschichte von Medina, des Werkes Taʾrīch al-Madīna (Taʾrīḫ al-Madīna / Die Geschichte von Medina).

## Ausgaben
- Kitāb Taʾrīḫ al-Madīna al-Munawwara. Herausgegeben von Fahīm Muḥammad Šaltūt. Mekka 1979 in vier Bänden. - Dār al-Kutub al-ʿIlmiyya. Beirut 1990 ist ein nicht autorisierter Nachdruck.
- First part of the Kitab akhbar al-Madina of Umar b. Shabba: a critical edition with introduction and summary of contents, etc. 2 Vols. / by Sulayman Muhammad al-Ghannam; University of Manchester. / Manchester : University of Manchester, 1973.